# ديفيد نيويل (ممثل مواليد 1905)
ديفيد نيويل (بالإنجليزية: David Newell)‏ مواليد 23 يناير 1905 في كارثج، ميزوري، الولايات المتحدة - الوفاة 25 يناير 1980 في لوس أنجلوس، هو ممثل أمريكي بدأ مسيرته الفنية سنة 1929. شارك في قرابة 110 أفلام. امتدت مسيرته الفنية لأكثر من 32 عاما.

## الأعمال
- زواج وايكيكي
- مولد نجم
- النصر الأسود
- أعظم العروض على وجه الأرض
- لاسي

## روابط خارجية
- ديفيد نيويل على موقع IMDb (الإنجليزية)
- ديفيد نيويل على موقع قاعدة بيانات برودواي على الإنترنت (الإنجليزية)
- ديفيد نيويل على موقع قاعدة بيانات الفيلم (الإنجليزية)